# Chamaecytisus kreczetoviczii
Chamaecytisus kreczetoviczii — вид квіткових рослин з родини бобових (Fabaceae).

## Поширення
Поширення: Румунія, Україна, Росія.